# Codex Veronensis

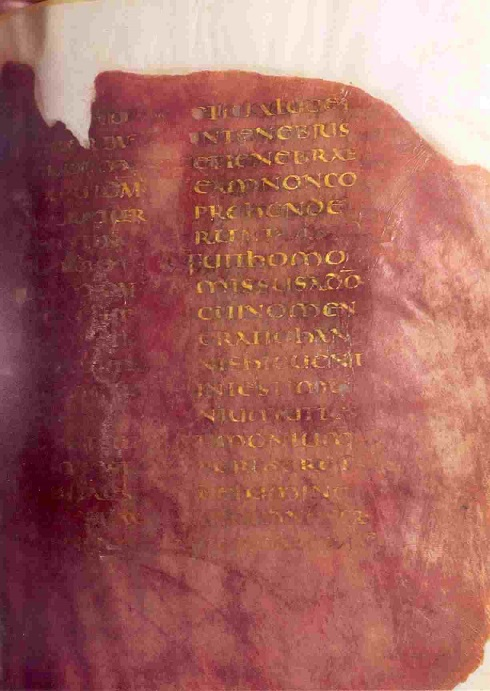
Codex Veronensis

Codex Veronensis (w systemie beurońskim oznaczony siglum b lub 4) –  pochodzący z IV lub V wieku n.e. łaciński kodeks purpurowy zawierający Ewangeliarz. Tekst, został napisany tuszem w kolorze srebrnym, czasami złotym, na barwionym na purpurowo welinie. Reprezentuje tekst starołaciński. Ewangelie są ułożone w porządku zachodnim.

## Opis
Manuskrypt zawiera łaciński tekst czterech Ewangelii. Ma on kilka luk (Mateusza 1:1-11; 15:12-23; 23:18-27; Jana 7:44-8:12; Łukasza 19:26-21:29; Marka 13:9-19; 13:24-16:20), przy czym tekst Jana 7:44-8:12 został w tym kodeksie pominięty. Manuskrypt jest uszkodzony. 
W Łukasza 8:21 przekazuje αυτον w miejsce αυτους; wersję αυτον zawierają też {\displaystyle {\mathfrak {P}}^{75}} i minuskuł 705.
W Jana 1:34 przekazuje ὁ ἐκλεκτός wspólnie z manuskryptami {\displaystyle {\mathfrak {P}}^{5}}, {\displaystyle {\mathfrak {P}}^{106}}, א, e, ff2, syrcur, sin. 
W Jana 14:14 pomija pełny wers wspólnie z kodeksami X, f1, 565, 1009, 1365, ℓ 76, ℓ 253, vgmss, syrsin, pal, arm, geo, Diatessaron.
Łaciński tekst kodeksu reprezentuje tekst zachodni w recenzji europejskiej. W opinii Francisa C. Burkitta, badacza z początku XX wieku, ten typ tekstu reprezentuje tekst, który Hieronim wykorzystał jako podstawę Wulgaty.
Manuskrypt został zbadany przez Giuseppe Bianchiniego w połowie XVIII wieku. Tekst kodeksu był edytowany przez Bianchiniego, Johanness Belsheima oraz Jülichera.
Nazwa kodeksu pochodzi od miasta Werona gdzie jest przechowywany.